# Pravdiukî, Romnî
Pravdiukî (în ucraineană Правдюки) este un sat în comuna Pustoviitivka din raionul Romnî, regiunea Sumî, Ucraina.

## Demografie
Componența lingvistică a localității Pravdiukî
     Ucraineană (99,01%)
     Alte limbi (0,99%)
Conform recensământului din 2001, majoritatea populației localității Pravdiukî era vorbitoare de ucraineană (99,01%), existând în minoritate și vorbitori de alte limbi.